# Peter Safran
Pour les articles homonymes, voir Safran.
Peter Safran est un producteur américain né le 22 novembre 1965 à New York.

## Biographie
Peter Safran naît à New York, mais passe une partie de son enfance au Royaume-Uni. Il étudie à l'université de Princeton puis à la New York University School of Law. Il travaille ensuite comme avocat d'affaires à New York, avant de devenir assistant au sein d'United Talent Agency, une agence artistique.
Peter Safran devient ensuite manager chez Gold-Miller Co. où il reste jusqu'en 1998. Il est ensuite manager dans une autre agence artistique, Brillstein Entertainment Partners (en), pendant cinq ans, avant d'en être nommé président en 2003. Sous sa présidence, l'agence gère notamment la carrière de Brad Pitt, Jennifer Aniston, Adam Sandler, Nicolas Cage ou encore Courteney Cox. Il quitte Brillstein-Grey en 2006 pour lancer sa propre société The Safran Company où il attire ses anciens clients. Il représente notamment Sean Combs, Adam Shankman, David Hyde Pierce, Jennifer Lopez ou encore Brooke Shields.
Il participe par ailleurs à la production de nombreux films, notamment ceux de l'univers cinématographique Conjuring ou de l'univers cinématographique DC : Aquaman, Shazam!, The Suicide Squad dans le cadre d'un partenariat avec Warner Bros..
En octobre 2022, il est nommé, avec James Gunn, coprésident de DC Studios (anciennement DC Films). Ils seront chargés de superviser toutes les adaptations cinématographiques et télévisées de DC Comics au sein du tout nouveau DC Universe. Alors que James Gunn se concentrera sur les aspects créatifs, Peter Safran sera davantage lié à l'aspect financier et économique. Les deux hommes prennent leurs fonctions dès le 1er novembre 2022,,.

## Filmographie sélective
Sauf indication contraire, les informations mentionnées dans cette section peuvent être confirmées par la base de données cinématographiques IMDb,  présente dans la section « Liens externes ».

### Cinéma

#### Producteur
- 1997 : Rocket Man de Stuart Gillard (coproducteur)
- 2004 : Jiminy Glick in Lalawood de Vadim Jean
- 2008 : Spartatouille (Meet the Spartans) de Jason Friedberg et Aaron Seltzer
- 2008 : Le Fantôme de mon ex-fiancée (Over Her Dead Body) de Jeff Lowell
- 2008 : Film catastrophe (Disaster Movie) de Jason Friedberg et Aaron Seltzer
- 2009 : New in Town de Jonas Elmer
- 2010 : Buried de Rodrigo Cortés
- 2010 : Mords-moi sans hésitation (Vampires Suck) de Jason Friedberg et Aaron Seltzer
- 2011 : Hold-up (Flypaper) de Rob Minkoff
- 2011 : Bangkok Revenge (Elephant White) de Prachya Pinkaew
- 2012 : ATM de David Brooks
- 2013 : Conjuring : Les Dossiers Warren (The Conjuring) de James Wan
- 2013 : Run Out (Vehicle 19) de Mukunda Michael Dewil
- 2013 : Hours d'Eric Heisserer
- 2013 : Mindscape de Jorge Dorado
- 2013 : Starving Games de Jason Friedberg et Aaron Seltzer
- 2013 : EVJF Party (Best Night Ever) de Jason Friedberg et Aaron Seltzer
- 2014 : Annabelle de John R. Leonetti
- 2015 : Le Projet Atticus (The Atticus Institute) de Chris Sparling
- 2015 : Superfast 8 (Superfast!) de Jason Friedberg et Aaron Seltzer
- 2015 : Martyrs de Kevin et Michael Goetz
- 2016 : Conjuring 2 : Le Cas Enfield (The Conjuring 2) de James Wan
- 2016 : Wolves at the Door de John R. Leonetti
- 2016 : Un choix (The Choice) de Ross Katz
- 2016 : The Belko Experiment de Greg McLean
- 2016 : Mine de Fabio Guaglione et Fabio Resinaro
- 2017 : Annabelle 2 : La Création du mal (Annabelle: Creation) de David F. Sandberg
- 2017 : The Crucifixion de Xavier Gens
- 2017 : L'Expérience interdite : Flatliners (Flatliners) de Niels Arden Oplev
- 2018 : La Nonne (The Nun) de Corin Hardy
- 2018 : Aquaman de James Wan
- 2019 : Shazam! de David F. Sandberg
- 2019 : Annabelle : La Maison du mal (Annabelle Comes Home) de Gary Dauberman
- 2021 : Conjuring : Sous l'emprise du Diable (The Conjuring: The Devil Made Me Do It) de Michael Chaves
- 2021 : The Suicide Squad de James Gunn
- 2023 : Shazam! La Rage des Dieux (Shazam! Fury of the Gods) de David F. Sandberg
- 2023 : La Nonne : La Malédiction de Sainte-Lucie (The Nun 2) de Michael Chaves
- 2023 : Aquaman et le Royaume perdu (Aquaman and the Lost Kingdom) de James Wan
- 2025 : Superman de James Gunn
- 2025 : Heads of State d'Ilia Naïchouller
- 2025 : Conjuring : L'Heure du jugement (The Conjuring: The Last Rites) de Michael Chaves
- 2026 : Supergirl de Craig Gillespie

#### Producteur délégué
- 1998 : Supersens (Senseless) de Penelope Spheeris
- 2000 : Scary Movie de Keenen Ivory Wayans
- 2000 : The Specials de Craig Mazin
- 2004 : Connie et Carla (Connie and Carla) de Michael Lembeck
- 2005 : Un long week-end (The Long Weekend) de Pat Holden
- 2009 : Vacances à la grecque ( My Life in Ruins) de Donald Petrie
- 2015 : Dark Places de Gilles Paquet-Brenner
- 2019 : Valley of the Gods de Lech Majewski

### Télévision
- 2008-2009 : James Gunn's PG Porn (série TV)
- 2022-présent : Peacemaker (série TV)
- 2024 : Creature Commandos (série TV d'animation)